# Paolo Canettieri
Paolo Canettieri, né en 1965 à Viterbe, est un philologue romane travaillant en Italie. Il est professeur à l'Université de Rome et chercheur au Département d'études européennes.

## Biographie
Canettieri est l'un des fondateurs de la philologie cognitive et rédacteur en chef de la revue homnoyme. Les intérêts de recherche de Canettieri incluent la poétique cognitive et la critique textuelle (ecdotique). Il a découvert que la formule de permutation 6-1-5-2-4-3 de la sextine lyrique coïncide avec celle de la répartition des points sur les dés. Il a travaillé dans l'analyse, la synthèse et les critiques de la littérature romane médiévale (italienne, provençale, française, espagnole, portugaise), avec un accent particulier sur la poésie et ses structures formelles. Il a également écrit des essais sur Guillaume IX d'Aquitaine, Jaufre Rudel, Arnaut Daniel, Thibaut de Champagne, Alfonso X, Iacopone da Todi, Dante Alighieri, Francesco Petrarca, Luigi Pirandello.
Il s'intéresse aux relations entre la versification latine et romane et à la réception des paroles troubadours au Moyen Âge, à la Renaissance et à l'époque contemporaine. Il a publié des éditions et des commentaires (également en format électronique) et a établi des bases de données, des catalogues de modèles métriques et rythmiques au format électronique. Depuis 1996, il dirige des projets de numérisation de littératures romanes médiévales. En 1998, les éditions critiques numériques de deux troubadours galicien-portugais, Martin Codax et Pero Meogo, ont été parmi les premières publiées sur le net. Il a publié :
- Trouveors (concordances électroniques de l'ancien français lyrique, avec de nouveaux textes critiques);
- Lirica Medievale Romanza (éditions numériques de poésie romane médiévale) ;
- Repertorio metrico unificato della lirica medievale romanza (Répertoire métrique de la lyrique romane médiévale);
- Atlas prosopographique de la littérature romane (géolocalisation et indexation des littératures romanes médiévales).

Ses travaux portent principalement sur la versification et l'analyse mélodique, l'histoire et les attributions des textes, l'histoire culturelle des idées, la théorie des genres littéraires, l'intertextualité, l'étymologie et linguistique, les autodéfinitions des textes et les méthodes de détermination des corpus, les contrafacta et l'intertextualité, la sémantique des structures métriques, le rapport entre jeux et la critique du texte, le rapport entre le texte littéraire et les traités encyclopédiques, la philologie et les sciences cognitives,, la philologie et théorie de l'information.